# Локалита Д 32 (Фођа)
Локалита Д 32 (итал. Localita' D 32) је насеље у Италији у округу Фођа, региону Апулија.
Према процени из 2011. у насељу је живело 435 становника. Насеље се налази на надморској висини од 46 м.